# Urubambamyrpitta
Urubambamyrpitta (Grallaria occabambae) är en nyligen urskild fågelart i familjen myrpittor inom ordningen tättingar.

## Utseende och läte
Urubambamyrpittan är en knubbig fågel med långa ben och kort stjärt. Fjäderdräkten är mestadels kastanjebrun, på buken dock något ljusare. Den är lik leymebambamyrpittan, men är större med längre ben och saknar grått i fjäderdräkten. Den vita ringen kring ögat skiljer den från ayacuchomyrpittan. Sången varierar geografiskt från antingen tre snabba visslingar med en paus efter den första, eller enbart två visslingar. Ibland hörs även en längre fallande serie med ungefär tio toner.

## Utbredning och systematik
Arten förekommer i Sydamerika, i sydcentrala Peru i östra Junín och Cusco. Den delas in i två underarter med följande utbredning:
- Grallaria occabambae occabambae – väster om Río Paucartambo
- Grallaria occabambae marcapatensis – öster om Río Paucartambo

Den behandlas traditionellt som en del av Grallaria rufula, men urskiljs sedan 2021 som egen art baserat på studier.

## Levnadssätt
Urubambamyrpittan hittas i höglänta molnskogar. Den håller sig ofta väl gömd, på eller nära marken.

## Status
IUCN erkänner den ännu inte som art, varför dess hotstatus formellt inte fastställts.